# Haworthia retusa var. nigra
Haworthia retusa var. nigra, és una varietat de Haworthia retusa del gènere Haworthia de la subfamília de les asfodelòidies.

## Descripció
Haworthia retusa var. nigra, descrita anteriorment com a varietat de mutica, és una mena de transició entre retusa i mutica. Generalment, la seva roseta de 6 a 8 cm de diàmetre, no fa fillols. Les fulles són de color verd clar a verd molt fosc. Originalment es va descriure a partir de Kransriviermond a partir d'un clon molt fosc; per això del nom. Tanmateix, la resta de la població en altres localitats és verda "normal".

## Distribució i hàbitat
Aquesta varietat creix a la província sud-africana del Cap Oriental, concretament es troba al voltant de Heidelberg, al sud fins a Kransriviermond, a l'oest fins a la meitat del Swellendam i a l'est, fins a Spitskop. Està molt més estès del que es pensava. La forma més intensa es troba a la granja Morning Star, on alguns clons són suaus i altres, les seves fulles són rugoses; pot ser degut a la població de mirabilis propera (300 m). Prop d'Spitskop, a l'oest de Riversdal apareixen algunes formes intermèdies amb retusa, igual que a la població de Pienaarsrivier. Al nord-oest de Heidelberg, a Klipdrift, hi ha una població amb signes de turgida. I. Breuer utilitza el nom H. chromutica per a aquesta espècie.

## Taxonomia
Haworthia retusa var. nigra va ser descrita per (M.B.Bayer) M.B.Bayer i publicat a Haworthia Update 7(4): 36, a l'any 2012.
Etimologia
Haworthia: nom en honor del botànic britànic Adrian Hardy Haworth (1767-1833).
retusa: epítet llatí que significa "contundent o amb un vèrtex arrodonit".
var. nigra: epítet llatí que significa "negre".